# بوری بارانتس
بوری بارانتس (اوکراینی: Борис Григорович Баранець؛ زادهٔ ۲۲ ژوئیهٔ ۱۹۸۶) بازیکن فوتبال اهل اوکراین است.
از باشگاه‌هایی که در آن بازی کرده‌است می‌توان به باشگاه فوتبال اسپارتاک ایوانو-فرانکیفسک، باشگاه فوتبال اوبولون-برووار کیف، و باشگاه فوتبال کارپاتی لویو اشاره کرد.
وی همچنین در تیم ملی فوتبال Ukraine U18 بازی کرده‌است.